# Ulcération génitale
 (février 2016).
Si vous disposez d'ouvrages ou d'articles de référence ou si vous connaissez des sites web de qualité traitant du thème abordé ici, merci de compléter l'article en donnant les références utiles à sa vérifiabilité et en les liant à la section « Notes et références ».
Une ulcération génitale est, en médecine, une perte de substance de la peau ou de la muqueuse des organes génitaux.

## Causes

### Infections
Par argument de fréquence, sont évoqués en premier lieu l'herpès génital (HSV2 plutôt que HSV1) et la syphilis. 
Plus rarement, et en fonction de la zone géographique, sont rencontrés la donovanose, due à Klebsiella granulomatis (observée dans les pays du sud-est asiatique, en Inde, aux Antilles, en Guyane), la lymphogranulomatose vénérienne due à Chlamydia trachomatis (Afrique de l'Ouest, Afrique Centrale, dans certains pays d'Asie, en Amérique du Sud, aux Antilles...), ou encore le chancre mou dû à Haemophilus ducreyi (n'est plus observé en France).
Enfin, la primo-infection à VIH ou à EBV peuvent se révéler par une ulcération génitale. 

### Autres causes
À côté des causes de nature mécanique ou physique, on rencontre plus rarement l'aphtose génitale (évoquer la maladie de Behçet), les tumeurs génitales, les entéropathies inflammatoires ou les dermatoses bulleuses avec manifestations génitales.

## Diagnostic
Le diagnostic de l'herpès est en principe établi à l'examen clinique. Le diagnostic de la syphilis nécessite une confirmation biologique. Le diagnostic du chancre mou est difficile (examen direct au niveau du chancre et du bubon + culture). Le diagnostic de la donovanose repose sur la mise en évidence de corps de Donovan à l'examen direct. La lymphogranulomatose vénérienne est diagnostiquée par PCR.